# Barbara Trentham
Barbara Trentham (* 27. August 1944 in Brooklyn, New York; † 2. August 2013 in Chicago, Illinois) war eine US-amerikanische Schauspielerin in Film und Fernsehen. Sie spielte in den 1970er Jahren verschiedene Rollen in internationalen Film- und Fernsehproduktionen. Darunter in Rollerball, Auf der Fährte des Adlers, Die Mädchen aus dem Weltraum oder Wolfsmond. Seit Ende der 1980er Jahre arbeitete sie als Malerin.

## Leben und Karriere
Barbara Trentham, geboren 1944 Brooklyn, zog mit ihren Eltern als Kind nach Weston in den Bundesstaat Connecticut und absolvierte dort 1962 die Staples High School in Westport. Anschließend besuchte sie das Mount Holyoke College in South Hadley, Massachusetts im Jahr 1966, wo sie ihren Abschluss machte und zog dann noch im selben Jahr nach England um Kunst an der Ruskin School of Drawing and Fine Art an der Universität Oxford zu studieren. Während ihrer Zeit in Oxford lernte sie ihren späteren Ehemann, den Kommilitonen Giles Trentham (Heirat 1967) kennen und beschloss den Namen auch nach ihrer Scheidung im Jahr 1970 zu behalten.
In den frühen 1970er Jahren arbeitete Barbara Trentham als Model in London. Ihr Foto erschien mehrfach auf dem Cover-Titelseiten von englischen Magazines, zuerst bei Magazinen wie Seventeen später auch in der Vogue und anderen Zeitschriften. Ihre Attraktivität, ihre Bekanntheit und ihr Talent verhalfen ihr 1972 zu ihrer ersten Nebenrolle an der Seite von Shirley MacLaine, Perry King, David Elliott und Lisa Kohane in Waris Husseins Horrorthriller The Possession of Joel Delaney.
Mitte der 1970er Jahre zog sie dann nach Los Angeles, um eine Schauspielkarriere zu verfolgen. Sie spielte in Norman Jewisons Science Fiction Klassiker Rollerball neben James Caan, John Houseman, Maud Adams und John Beck. 1976 sah man sie in dem Actiondrama Auf der Fährte des Adlers mit James Coburn und Susannah York von Regisseur Douglas Hickox. Noch im gleichen Jahr hatte sie auch einen Auftritt in der britisch-deutschen Fernsehserie Die Mädchen aus dem Weltraum mit Pierre Brice und Christian Quadflieg. 1978 erschien sie in Bruce Kesslers fürs Fernsehen produzierten Horrorfilm Wolfsmond und 1979 in einer Folge der Abenteuerserie A Man Called Sloane. Parallel arbeitete sie bis 1980 im Fernsehen in Los Angeles als Reporterin und Produzentin von Those Amazing Animals. Dort lernte sie ihren zweiten Ehemann den britischen Schauspieler und Komiker John Cleese kennen. Die beiden heirateten im Februar 1981, ihre Tochter Camilla Cleese kam 1984 zur Welt. Im Jahr 1990 trennte sich das Paar wieder. Barbara und John Cleese blieben aber ein Leben lang freundschaftlich verbunden.
Während ihrer Ehe mit John Cleese war ihre große Liebe zur Kunst neu erwacht und sie begann eine dritte Karriere als Malerin. Sie malte bevorzugt in Öl. Im Jahr 1993 zog sie nach Chicago, wo sie den Anwalt George Covington kennenlernte. Die beiden heirateten im Jahr 1998 und lebten in Lake Bluff, Illinois. Barbara Trentham baute in ihrer Heimat ein Kunstatelier auf, das zum Treffpunkt und zur Quelle der Inspiration für lokale Künstler wurde. Sie war darüber hinaus auch Mitbegründerin einer lokalen Organisation für Künstler. Ab 2003 begann sie einen wesentlichen Teil jeden Jahres in Jackson Hole im Bundesstaat Wyoming zu verbringen, wo die Landschaft ihre Kunst inspirierte. Sie wurde Mitglied in der Art Association von Jackson Hole, organisierte und führte Veranstaltungen und Kunstmessen durch.
Barbara Trentham verstarb am 2. August 2013 im Northwestern Memorial Hospital in Chicago im Alter von 68 Jahren an Leukämie.

## Filmografie (Auswahl)
- 1972: The Possession of Joel Delaney
- 1975: Rollerball
- 1976: Auf der Fährte des Adlers (Sky Riders)
- 1976: Die Mädchen aus dem Weltraum (Star Maidens) (Fernsehserie, eine Episode)
- 1978: Wolfsmond (Death Moon) (Fernsehfilm)
- 1979: A Man Called Sloane (Fernsehserie, eine Episode)
- 1980: Barnaby Jones (Fernsehserie, eine Episode)